# Černobylské deníky
Černobylské deníky (v originále Chernobyl Diaries) je americký hororový film z roku 2012. Měl premiéru 25. května 2012 a utržil okolo 37 milionů USD. Film se inspiroval černobylskou havárii z roku 1986, která měla za následek tisíce mrtvých lidí a dalších hromadu ozářených radioaktivním zářením.

## Děj
Pár mladých lidí Natalie a Chris, jeho bratr Paul a kamarádka Amanda se rozhodnou podívat do Moskvy. Předtím ale Paul nabízí, že si zpestří cestu a podívají se opuštěného města Pripjať, které je opuštěné od černobylské havárie v roce 1986. Chris nesouhlasí, ale nakonec svolí a pojedou. Bude je provázet Uri, dřívější ukrajinský voják, a přidá se k nim pár novomanželů, Zoe a Michael. Společně mikrobusem tajně vstoupí do zakázané zóny v okolí Černobylu a tak objevují opuštěné město. Když chtějí večer odjet, jejich auto je porouchané, a tak jim nezbude nic jiného než přečkat noc. Zvenčí se ozývají záhedné zvuky a Uri jde s Chrisem najít zdroj zvuku. Uri se nevrací a Chris je zraněný.
Ráno se Paul, Amanda a Michael rozhodnou najít Uriho. Najdou ale jen jeho vysílačku a nakonec jen jeho zohavené tělo. Všichni si všímají divných okolností a situace se bude jen zhoršovat. Parta se rozhodne utéct pro pomoc, ale Chris je zraněný a Natalie u něho zůstává. Hledají součástky do rozbitého mikrobusu, ale když je najdou, začnou je pronásledovat divocí psi. Když se vrátí k autu, nacházejí jen kameru se záběrem. Všichni naleznou Natalii, ale bez Chrise. Postupně je jeden po druhým členů skupiny likvidován a zbude jen Paul s Amandou. Paul oslepne a když je njdou vojáci, tak Paula zastřelí a Amandu zachrání. V posledních záběrech je Amanda na lehátku, a když ji doktoři pomohou vstát, vhodí ji do cely plnou mutantů z Černobylu.

## Obsazení
| Jesse McCartney      | Chris   |
| Jonathan Sadowski    | Paul    |
| Deven Kelley         | Amanda  |
| Olivia Taylor Dudley | Natalie |
| Ingrid Bolsø Berdal  | Zoe     |
| Nathan Phillips      | Michael |
| Dimitri Diatchenko   | Uri     |